# Nagroda Lotten von Kræmer
Nagroda Lotten von Kræmer (szw. Lotten von Kræmers pris) – szwedzka nagroda literacka przyznawana przez szwedzkie Towarzystwo Dziewięciu, ufundowane testamentem szwedzkiej pisarki Lotten von Kræmer.

## Nagroda
Nagroda została nazwana na cześć Lotten von Kræmer, szwedzkiej pisarki, poetki i filantropki. Kræmer jest również założycielką Towarzystwa Dziewięciu, która przyznaje nagrodę. Jest przyznawana twórcom szwedzkich esejów.
Nagroda została przyznana po raz pierwszy w 1984 roku i jest przyznawana corocznie.
Wysokość nagrody wynosi od 25 000 do 200 000 koron szwedzkich.

## Laureaci
Od 1984 Towarzystwo Dziewięciu ogłosiło następujących laureatów:
- 1984 – Erik Hjalmar Linder(inne języki) (25 000 koron szwedzkich)
- 1985 – Erik Mesterton(inne języki) (25 000 koron szwedzkich)
- 1986 – Harry Järv (25 000 koron szwedzkich)
- 1987 – Bengt Holmqvist(inne języki) (25 000 koron szwedzkich)
- 1988 – Ulf Linde (30 000 koron szwedzkich)[1]
- 1989 – Sven Stolpe (30 000 koron szwedzkich)[1]
- 1990 – Per Erik Wahlund(inne języki) (40 000 koron szwedzkich)
- 1991 – Eva Adolfsson (50 000 koron szwedzkich)[1]
- 1992 – Torsten Ekbom(inne języki) (50 000 koron szwedzkich)
- 1993 – Jan Olov Ullén(inne języki) (75 000 koron szwedzkich)
- 1994 – Ying Toijer-Nilsson(inne języki) (75 000 koron szwedzkich)
- 1995 – Olof Lagercrantz(inne języki) (75 000 koron szwedzkich)
- 1996 – Staffan Söderblom(inne języki) (100 000 koron szwedzkich)
- 1997 – Ronny Ambjörnsson(inne języki) (100 000 koron szwedzkich)
- 1998 – Göran Rosenberg (100 000 koron szwedzkich)[1]
- 1999 – Sven Lindqvist (100 000 koron szwedzkich)[1]
- 2000 – Peter Englund (100 000 koron szwedzkich)[1]
- 2001 – Karin Johannisson(inne języki) (100 000 koron szwedzkich)
- 2002 – Birgitta Holm(inne języki) (100 000 koron szwedzkich)
- 2003 – Sigrid Kahle(inne języki) (100 000 koron szwedzkich)
- 2004 – Ebba Witt-Brattström (100 000 koron szwedzkich)[1]
- 2005 – Sven-Eric Liedman (125 000 koron szwedzkich)[1]
- 2006 – Cecilia Lindqvist (125 000 koron szwedzkich)[1]
- 2007 – Carina Burman(inne języki) oraz Carl-Henning Wijkmark(inne języki) (po 125 000 koron szwedzkich)
- 2008 – Carl-Göran Ekerwald(inne języki) oraz Gunnar Fredriksson(inne języki) (po 125 000 koron szwedzkich)
- 2009 – Elisabeth Mansén(inne języki) (125 000 koron szwedzkich)
- 2010 – Peter Handberg(inne języki) (125 000 koron szwedzkich)
- 2011 – Beata Arnborg(inne języki) (150 000 koron szwedzkich)
- 2012 – Ingrid Elam(inne języki) (150 000 koron szwedzkich)
- 2013 – Anna Williams(inne języki)[3] (150 000 koron szwedzkich)
- 2014 – Åsa Moberg(inne języki) oraz Ingeborg Nordin Hennel(inne języki) (po 150 000 koron szwedzkich)
- 2015 – Håkan Håkansson(inne języki) oraz Lena Kåreland(inne języki) (po 150 000 koron szwedzkich)
- 2016 – Kristoffer Leandoer(inne języki) (150 000 koron szwedzkich)[4]
- 2017 – Görel Cavalli-Björkman(inne języki) (200 000 koron szwedzkich)
- 2018 – Per Wirtén(inne języki) (200 000 koron szwedzkich)
- 2019 – Anna-Karin Palm(inne języki) oraz Anna Nordlund(inne języki) (po 200 000 koron szwedzkich)[5]
- 2020 – Ulrika Knutson(inne języki) (200 000 koron szwedzkich)[6]